# 南涯駅
南涯駅（ナメえき、남애역）は、朝鮮民主主義人民共和国（北朝鮮）江原道高城郡に位置する朝鮮民主主義人民共和国鉄道省金剛山青年線の駅である。

## 歴史
- 1932年8月11日：東海北部線の駅として開業[1]。
- 1950年：朝鮮戦争により廃止。
- 1996年：金剛山青年線の開業により営業再開。